# Yagyū Munenori
Yagyū Munenori (柳生 宗 矩? 1571 - 11 de mayo de 1646) fue un espadachín japonés, fundador de la rama Edo de Yagyū Shinkage-ryū, que aprendió de su padre Yagyū "Sekishūsai" Muneyoshi. Este fue uno de los dos estilos de espada oficiales patrocinados por el shogunato Tokugawa (el otro es Ittō-ryū). Munenori comenzó su carrera en la administración Tokugawa como hatamoto, un sirviente directo de la casa Tokugawa, y luego aumentó sus ingresos a 10,000 koku, convirtiéndolo en un daimyō fudai menor (señor vasallo al servicio de los Tokugawa), con propiedades alrededor de su aldea ancestral Yagyū-zato. También recibió el título de Tajima no Kami (但 馬 守).

## Carrera
Munenori se enlistó al servicio de Tokugawa Ieyasu en una edad joven, y más tarde fue instructor de Kenjutsu de  Hidetada hijo de Ieyasu. Todavía más tarde,  se convirtió en uno de los principales consejeros del tercer Shogun Iemitsu.
Poco antes de su muerte en 1606, Sekishusai pasó el liderazgo de Yagyū Shinkage-ryū a su nieto Toshiyoshi. Siguiendo un periodo de musha shugyō, Toshiyoshi se unió al servicio del clan Tokugawa, clan que controló la provincia de Owari.
La escuela de Toshiyoshi  estuvo en Nagoya y llegó a ser llamada Owari Yagyū-ryū (尾張柳生流), mientras que la de Munenori se encontraba en Edo, Capital del shogunato Tokugawa, se conoció como Edo Yagyū-ryū (江戸柳生流). Takenaga Hayato, el fundador del Yagyū Shingan-ryū, era un discípulo de Yagyū Munenori y recibido gokui (enseñanzas secretas) del Yagyū Shinkage-ryū de él.
En aproximadamente 1632, Munenori completó el Heihō kadensho, un recopilatorio práctico del estilo de kenjutsu Shinkage-ryū,  y cómo puede ser aplicado en un macro a nivel vida y política. Los restos de texto aun se encuentra hoy en Japón, y ha sido traducido varias veces al inglés.
Los hijos de Munenori, Yagyū Jūbei Mitsuyoshi y Yagyū Munefuyu, era también famoso espadachines.
El ensayo "El Registro Misterioso de Saiduria Inamovible" por Takuan Sōhō era una carta escrita de Sōhō a Munenori.

Muere el 11 de mayo de 1646 a la edad de 75 años.

## Representaciones en película
- Akai kage-bōshi (The Red Shadow), 1962 – played by Denjirō Ōkōchi
- Nemuri Kyōshirō 2: Shōbu (Adventures of Nemuri Kyōshirō), 1964 (released on DVD as "Sleepy Eyes of Death: Sword of Adventure")
- Yagyū ichizoku no inbō (The Yagyu Conspiracy), 1978 – played by Yorozuya Kinnosuke (released on DVD as "The Shogun's Samurai")
- Soyakai tenshō (Samurai Reencarnación), 1981 @– jugado por Tomisaburo Wakayama
- Makai tenshō, 2003 – played by Nakamura Katsuo

## Lectura más lejana
- De Lange, William (2019). The remarkable History of the Yagyu Clan. TOYO Press. ISBN 978-94-92722-171.
- De Lange, William (2012). Famous Samurai: Yagyū Munenori. Floating World Editions. ISBN 978-1-891640-67-4.
- Tokunaga, Shinichirō (1978). Yagyū Munenori. Seibidō. ISBN 4-415-06534-1.
- Sugawara, Makoto (1988). Lives of Master Swordsmen. The East Publication. ISBN 4-915645-17-7.